# Gaspard Jodoc Stockalper
Gaspard Jodoc Stockalper (Gaspard Stockalper de la Tour; niem. Kaspar Stockalper vom Thurm; ur. 14 lipca 1609 w Brig, zm. 29 kwietnia 1691 w Brig-Glis) – szwajcarski kupiec, bankier i przedsiębiorca, żołnierz i polityk, związany swą działalnością z kantonem Valais.
Był synem Petera, kasztelana Brigue i Anny Imhof. W czasach wojny trzydziestoletniej zbudował swoiste imperium handlowe dzięki opanowaniu szlaku drogowego z Brig-Glis przez przełęcz Simplon do włoskiej Domodossoli. W latach 1648–1678 posiadał monopol na sprowadzanie i handel solą w całym Valais. Z jego inicjatywy w latach 1651-1659 wybudowano wzdłuż koryta Rodanu kanał biegnący z Vouvry do Collombey-Muraz. W latach 1658–1678 wybudował w Brig-Glis istniejący do dziś zamek.
Koncentracja zbyt wielkiej władzy w jego rękach spowodowała w latach 1677-1678 rebelię notabli z Viège, Loèche, Sierre i Sion. Gdy został pozbawiony wszystkich godności i stanowisk, a część jego majątku skonfiskowano, Stockalper w 1679 r. schronił się w Domodossoli. Wrócił do Brig-Glis w roku 1685, po zapłaceniu kary na rzecz kantonu.